# Gura Vadului
Gura Vadului es una comuna ubicada en el distrito de Prahova, Rumania.

## Superficie
Posee una superficie de 35,73 kilómetros cuadrados.

## Demografía
Hasta 2021 la población era de 1979 habitantes, con una densidad de población de 55,39 habitantes por kilómetro cuadrado.